# Хвостокол каліфорнійський
Каліфорнійський хвосто́кол (Hypanus dipterurus) — вид хрящових риб роду хвостоколів з родини хвостоколових ряду орлякоподібних надряду скатів. Представники цього виду живуть у субтропічних водах східної частини Тихого океану. Ці донні риби зустрічаються на мулистому або піщаному дні у кам'янистих рифів або в заростях водоростей на глибині до 355 м . Максимальна зареєстрована ширина диску 122 см. Грудні плавці цих скатів зростаються з головою, утворюючи ромбоподібний диск. Забарвлення дорсальної поверхні диска суто коричневого або сірого кольору, уздовж середньої лінії і в області крил пролягає ряд кісткових бляшок. Позаду шипа на хвостовому стеблі розташовані верхня та нижня плавцеві складки. Ця риса відрізняє каліфорнійських хвостоколів від схожого виду Dasyatis longa .
Під час пошуку їжі каліфорнійські хвостоколи можуть збиратися у великі зграї, чисельністю до сотні особин. Вони ведуть нічний спосіб життя. Ці скати полюють в основному на донних безхребетних і дрібні кісткові риби. Здобич, яка зарилася у ґрунт, вони висмоктують або викопують . Подібно іншим орлякоподібним каліфорнійські хвостоколи розмножуються яйцеживородінням. Ембріони розвиваються в утробі матері, харчуючись жовтком і гістотрофом. У посліді 1-4 новонароджених. Самки приносять потомство кожне літо. За спарюванням слідує 10-місячна ембріональна діапауза, після якої ембріони швидко розвиваються за 2-3 місяці. Каліфорнійські хвостоколи найповільніше зростають серед представників своєї родини, тому вони дуже чутливі до надмірного виловлювання . Ці скати в цілому не агресивні, але якщо їх потурбувати й у разі небезпеки вони здатні завдати отруйним шипом болючі уколи, які є потенційно небезпечними для життя. Вони є об'єктом цільового промислу. Часто трапляються як прилов при комерційному виловленні креветок шляхом тралення .

## Таксономія і філогенез
1880 року новий вид був двічі науково описаний трьома американськими іхтіологами: Девідом Старром Джорданом і Чарльзом Генрі Гілбертом як  Dasybatus dipterurus і Самюелем Гарманом як Trygon brevis. Стаття Джордана і Гілберта була опублікована в травні, а Гармана у жовтні. Тому за принципом первинності був прийнятий видовий епітет лат. dipterura — жіночий рід прикметника лат. dipterurus. Однак 1913 року Гарман визнав ці два види синонімами, зробив пріоритетним видовий епітет лат. brevis, що призвело до тривалої плутанини. Рід Dasybatus і рід Trygon надалі були визнані синонімами роду Dasyatis, проте багато авторів продовжували віддавати перевагу назві Dasyatis brevis. Визнання Гарманом в 1913 році синонімами каліфорнійського хвостокола і Dasyatis hawaiensis досі потребує подальших досліджень для підтвердження.
|  | \| \| Dasyatis dipterura \| \| \| \| \| \| Dasyatis say \| \| \| \| |
|  |                                                                     |
|  | інші Dasyatis                                                       |
|  |                                                                     |
|  | Dasyatis dipterura                                                  |
|  |                                                                     |
|  | Dasyatis say                                                        |
|  |                                                                     |

|  | Dasyatis dipterura |
|  |                    |
|  | Dasyatis say       |
|  |                    |

|  | \| \| Dasyatis dipterura \| \| \| \| \| \| Dasyatis say \| \| \| \| |
|  |                                                                     |
|  | інші Dasyatis                                                       |
|  |                                                                     |
|  | Dasyatis dipterura                                                  |
|  |                                                                     |
|  | Dasyatis say                                                        |
|  |                                                                     |

|  | Dasyatis dipterura |
|  |                    |
|  | Dasyatis say       |
|  |                    |

|  | \| \| Dasyatis dipterura \| \| \| \| \| \| Dasyatis say \| \| \| \| |
|  |                                                                     |
|  | інші Dasyatis                                                       |
|  |                                                                     |
|  | Dasyatis dipterura                                                  |
|  |                                                                     |
|  | Dasyatis say                                                        |
|  |                                                                     |

|  | Dasyatis dipterura |
|  |                    |
|  | Dasyatis say       |
|  |                    |

|  | \| \| Dasyatis dipterura \| \| \| \| \| \| Dasyatis say \| \| \| \| |
|  |                                                                     |
|  | інші Dasyatis                                                       |
|  |                                                                     |
|  | Dasyatis dipterura                                                  |
|  |                                                                     |
|  | Dasyatis say                                                        |
|  |                                                                     |

|  | Dasyatis dipterura |
|  |                    |
|  | Dasyatis say       |
|  |                    |

|  | \| \| Dasyatis dipterura \| \| \| \| \| \| Dasyatis say \| \| \| \| |
|  |                                                                     |
|  | інші Dasyatis                                                       |
|  |                                                                     |
|  | Dasyatis dipterura                                                  |
|  |                                                                     |
|  | Dasyatis say                                                        |
|  |                                                                     |

|  | Dasyatis dipterura |
|  |                    |
|  | Dasyatis say       |
|  |                    |

|  | \| \| Dasyatis dipterura \| \| \| \| \| \| Dasyatis say \| \| \| \| |
|  |                                                                     |
|  | інші Dasyatis                                                       |
|  |                                                                     |
|  | Dasyatis dipterura                                                  |
|  |                                                                     |
|  | Dasyatis say                                                        |
|  |                                                                     |

|  | Dasyatis dipterura |
|  |                    |
|  | Dasyatis say       |
|  |                    |

|  | \| \| Dasyatis dipterura \| \| \| \| \| \| Dasyatis say \| \| \| \| |
|  |                                                                     |
|  | інші Dasyatis                                                       |
|  |                                                                     |
|  | Dasyatis dipterura                                                  |
|  |                                                                     |
|  | Dasyatis say                                                        |
|  |                                                                     |

|  | Dasyatis dipterura |
|  |                    |
|  | Dasyatis say       |
|  |                    |

|  | \| \| Dasyatis dipterura \| \| \| \| \| \| Dasyatis say \| \| \| \| |
|  |                                                                     |
|  | інші Dasyatis                                                       |
|  |                                                                     |
|  | Dasyatis dipterura                                                  |
|  |                                                                     |
|  | Dasyatis say                                                        |
|  |                                                                     |

|  | Dasyatis dipterura |
|  |                    |
|  | Dasyatis say       |
|  |                    |

|  | \| \| Dasyatis dipterura \| \| \| \| \| \| Dasyatis say \| \| \| \| |
|  |                                                                     |
|  | інші Dasyatis                                                       |
|  |                                                                     |
|  | Dasyatis dipterura                                                  |
|  |                                                                     |
|  | Dasyatis say                                                        |
|  |                                                                     |

|  | Dasyatis dipterura |
|  |                    |
|  | Dasyatis say       |
|  |                    |

|  | \| \| Dasyatis dipterura \| \| \| \| \| \| Dasyatis say \| \| \| \| |
|  |                                                                     |
|  | інші Dasyatis                                                       |
|  |                                                                     |
|  | Dasyatis dipterura                                                  |
|  |                                                                     |
|  | Dasyatis say                                                        |
|  |                                                                     |

|  | Dasyatis dipterura |
|  |                    |
|  | Dasyatis say       |
|  |                    |

|  | \| \| Dasyatis dipterura \| \| \| \| \| \| Dasyatis say \| \| \| \| |
|  |                                                                     |
|  | інші Dasyatis                                                       |
|  |                                                                     |
|  | Dasyatis dipterura                                                  |
|  |                                                                     |
|  | Dasyatis say                                                        |
|  |                                                                     |

|  | Dasyatis dipterura |
|  |                    |
|  | Dasyatis say       |
|  |                    |

|  | \| \| Dasyatis dipterura \| \| \| \| \| \| Dasyatis say \| \| \| \| |
|  |                                                                     |
|  | інші Dasyatis                                                       |
|  |                                                                     |
|  | Dasyatis dipterura                                                  |
|  |                                                                     |
|  | Dasyatis say                                                        |
|  |                                                                     |

|  | Dasyatis dipterura |
|  |                    |
|  | Dasyatis say       |
|  |                    |

|  | \| \| Dasyatis dipterura \| \| \| \| \| \| Dasyatis say \| \| \| \| |
|  |                                                                     |
|  | інші Dasyatis                                                       |
|  |                                                                     |
|  | Dasyatis dipterura                                                  |
|  |                                                                     |
|  | Dasyatis say                                                        |
|  |                                                                     |

|  | Dasyatis dipterura |
|  |                    |
|  | Dasyatis say       |
|  |                    |

|  | \| \| Dasyatis dipterura \| \| \| \| \| \| Dasyatis say \| \| \| \| |
|  |                                                                     |
|  | інші Dasyatis                                                       |
|  |                                                                     |
|  | Dasyatis dipterura                                                  |
|  |                                                                     |
|  | Dasyatis say                                                        |
|  |                                                                     |

|  | Dasyatis dipterura |
|  |                    |
|  | Dasyatis say       |
|  |                    |

|  | \| \| Dasyatis dipterura \| \| \| \| \| \| Dasyatis say \| \| \| \| |
|  |                                                                     |
|  | інші Dasyatis                                                       |
|  |                                                                     |
|  | Dasyatis dipterura                                                  |
|  |                                                                     |
|  | Dasyatis say                                                        |
|  |                                                                     |

|  | Dasyatis dipterura |
|  |                    |
|  | Dasyatis say       |
|  |                    |

|  | \| \| Dasyatis dipterura \| \| \| \| \| \| Dasyatis say \| \| \| \| |
|  |                                                                     |
|  | інші Dasyatis                                                       |
|  |                                                                     |
|  | Dasyatis dipterura                                                  |
|  |                                                                     |
|  | Dasyatis say                                                        |
|  |                                                                     |

|  | Dasyatis dipterura |
|  |                    |
|  | Dasyatis say       |
|  |                    |

|  | \| \| Dasyatis dipterura \| \| \| \| \| \| Dasyatis say \| \| \| \| |
|  |                                                                     |
|  | інші Dasyatis                                                       |
|  |                                                                     |
|  | Dasyatis dipterura                                                  |
|  |                                                                     |
|  | Dasyatis say                                                        |
|  |                                                                     |

|  | Dasyatis dipterura |
|  |                    |
|  | Dasyatis say       |
|  |                    |

|  | \| \| Dasyatis dipterura \| \| \| \| \| \| Dasyatis say \| \| \| \| |
|  |                                                                     |
|  | інші Dasyatis                                                       |
|  |                                                                     |
|  | Dasyatis dipterura                                                  |
|  |                                                                     |
|  | Dasyatis say                                                        |
|  |                                                                     |

|  | Dasyatis dipterura |
|  |                    |
|  | Dasyatis say       |
|  |                    |

|  | \| \| Dasyatis dipterura \| \| \| \| \| \| Dasyatis say \| \| \| \| |
|  |                                                                     |
|  | інші Dasyatis                                                       |
|  |                                                                     |
|  | Dasyatis dipterura                                                  |
|  |                                                                     |
|  | Dasyatis say                                                        |
|  |                                                                     |

|  | Dasyatis dipterura |
|  |                    |
|  | Dasyatis say       |
|  |                    |

|  | \| \| Dasyatis dipterura \| \| \| \| \| \| Dasyatis say \| \| \| \| |
|  |                                                                     |
|  | інші Dasyatis                                                       |
|  |                                                                     |
|  | Dasyatis dipterura                                                  |
|  |                                                                     |
|  | Dasyatis say                                                        |
|  |                                                                     |

|  | Dasyatis dipterura |
|  |                    |
|  | Dasyatis say       |
|  |                    |

|  | \| \| Dasyatis dipterura \| \| \| \| \| \| Dasyatis say \| \| \| \| |
|  |                                                                     |
|  | інші Dasyatis                                                       |
|  |                                                                     |
|  | Dasyatis dipterura                                                  |
|  |                                                                     |
|  | Dasyatis say                                                        |
|  |                                                                     |

|  | Dasyatis dipterura |
|  |                    |
|  | Dasyatis say       |
|  |                    |

|  | \| \| Dasyatis dipterura \| \| \| \| \| \| Dasyatis say \| \| \| \| |
|  |                                                                     |
|  | інші Dasyatis                                                       |
|  |                                                                     |
|  | Dasyatis dipterura                                                  |
|  |                                                                     |
|  | Dasyatis say                                                        |
|  |                                                                     |

|  | Dasyatis dipterura |
|  |                    |
|  | Dasyatis say       |
|  |                    |

|  | \| \| Dasyatis dipterura \| \| \| \| \| \| Dasyatis say \| \| \| \| |
|  |                                                                     |
|  | інші Dasyatis                                                       |
|  |                                                                     |
|  | Dasyatis dipterura                                                  |
|  |                                                                     |
|  | Dasyatis say                                                        |
|  |                                                                     |

|  | Dasyatis dipterura |
|  |                    |
|  | Dasyatis say       |
|  |                    |

|  | \| \| Dasyatis dipterura \| \| \| \| \| \| Dasyatis say \| \| \| \| |
|  |                                                                     |
|  | інші Dasyatis                                                       |
|  |                                                                     |
|  | Dasyatis dipterura                                                  |
|  |                                                                     |
|  | Dasyatis say                                                        |
|  |                                                                     |

|  | Dasyatis dipterura |
|  |                    |
|  | Dasyatis say       |
|  |                    |

|  | \| \| Dasyatis dipterura \| \| \| \| \| \| Dasyatis say \| \| \| \| |
|  |                                                                     |
|  | інші Dasyatis                                                       |
|  |                                                                     |
|  | Dasyatis dipterura                                                  |
|  |                                                                     |
|  | Dasyatis say                                                        |
|  |                                                                     |

|  | Dasyatis dipterura |
|  |                    |
|  | Dasyatis say       |
|  |                    |

|  | \| \| Dasyatis dipterura \| \| \| \| \| \| Dasyatis say \| \| \| \| |
|  |                                                                     |
|  | інші Dasyatis                                                       |
|  |                                                                     |
|  | Dasyatis dipterura                                                  |
|  |                                                                     |
|  | Dasyatis say                                                        |
|  |                                                                     |

|  | Dasyatis dipterura |
|  |                    |
|  | Dasyatis say       |
|  |                    |

|  | \| \| Dasyatis dipterura \| \| \| \| \| \| Dasyatis say \| \| \| \| |
|  |                                                                     |
|  | інші Dasyatis                                                       |
|  |                                                                     |
|  | Dasyatis dipterura                                                  |
|  |                                                                     |
|  | Dasyatis say                                                        |
|  |                                                                     |

|  | Dasyatis dipterura |
|  |                    |
|  | Dasyatis say       |
|  |                    |

|  | \| \| Dasyatis dipterura \| \| \| \| \| \| Dasyatis say \| \| \| \| |
|  |                                                                     |
|  | інші Dasyatis                                                       |
|  |                                                                     |
|  | Dasyatis dipterura                                                  |
|  |                                                                     |
|  | Dasyatis say                                                        |
|  |                                                                     |

|  | Dasyatis dipterura |
|  |                    |
|  | Dasyatis say       |
|  |                    |

|  | \| \| Dasyatis dipterura \| \| \| \| \| \| Dasyatis say \| \| \| \| |
|  |                                                                     |
|  | інші Dasyatis                                                       |
|  |                                                                     |
|  | Dasyatis dipterura                                                  |
|  |                                                                     |
|  | Dasyatis say                                                        |
|  |                                                                     |

|  | Dasyatis dipterura |
|  |                    |
|  | Dasyatis say       |
|  |                    |

|  | \| \| Dasyatis dipterura \| \| \| \| \| \| Dasyatis say \| \| \| \| |
|  |                                                                     |
|  | інші Dasyatis                                                       |
|  |                                                                     |
|  | Dasyatis dipterura                                                  |
|  |                                                                     |
|  | Dasyatis say                                                        |
|  |                                                                     |

|  | Dasyatis dipterura |
|  |                    |
|  | Dasyatis say       |
|  |                    |

|  | \| \| Dasyatis dipterura \| \| \| \| \| \| Dasyatis say \| \| \| \| |
|  |                                                                     |
|  | інші Dasyatis                                                       |
|  |                                                                     |
|  | Dasyatis dipterura                                                  |
|  |                                                                     |
|  | Dasyatis say                                                        |
|  |                                                                     |

|  | Dasyatis dipterura |
|  |                    |
|  | Dasyatis say       |
|  |                    |

|  | \| \| Dasyatis dipterura \| \| \| \| \| \| Dasyatis say \| \| \| \| |
|  |                                                                     |
|  | інші Dasyatis                                                       |
|  |                                                                     |
|  | Dasyatis dipterura                                                  |
|  |                                                                     |
|  | Dasyatis say                                                        |
|  |                                                                     |

|  | Dasyatis dipterura |
|  |                    |
|  | Dasyatis say       |
|  |                    |

Синтипи були зібрані у бухті Сан Дієго. Видовий епітет походить від дав.-гр. δύο «два», πτερόν «крило» і οὐρά «хвіст» і пов'язаний з наявністю на хвостовому стеблі цих скатів двох складок шкіри — дорсальної і вентральної. У 2001 році був опублікований філогенетичний аналіз 14 видів хвостоколів, що ґрунтується на морфології. В результаті каліфорнійський хвостокол й Dasyatis say, що живе в західній частині Атлантичного океану, були визнані близько спорідненими видами. Той факт, що їх ареали знаходяться в різних океанах, ймовірно, свідчить про те, що формування видів сталося до утворення Панамського перешийка (близько 3 млн років тому). Крім того, вони були визнані другими після хвостокола звичайного базальними членами свого роду.

## Ареал і місця проживання
Каліфорнійські хвостоколи живуть у субтропічних водах східної частини Тихого океану від півдня Каліфорнії до північного узбережжя Чилі, включаючи води, які омивають Галапагоські і Гавайські острови. Біля берегів Нижньої Каліфорнії і в Каліфорнійській затоці вони широко поширені. У найпівнічніші і найпівденніші межі свого ареалу вони запливають тільки у періоди потепління, які пов'язані з приходом Ель-Ніньйо. Дані про присутність каліфорнійських хвостоколів у Британській Колумбії не підтверджені і викликають сумніви, оскільки ці скати зустрічаються тільки в теплих тропічних і помірних водах.

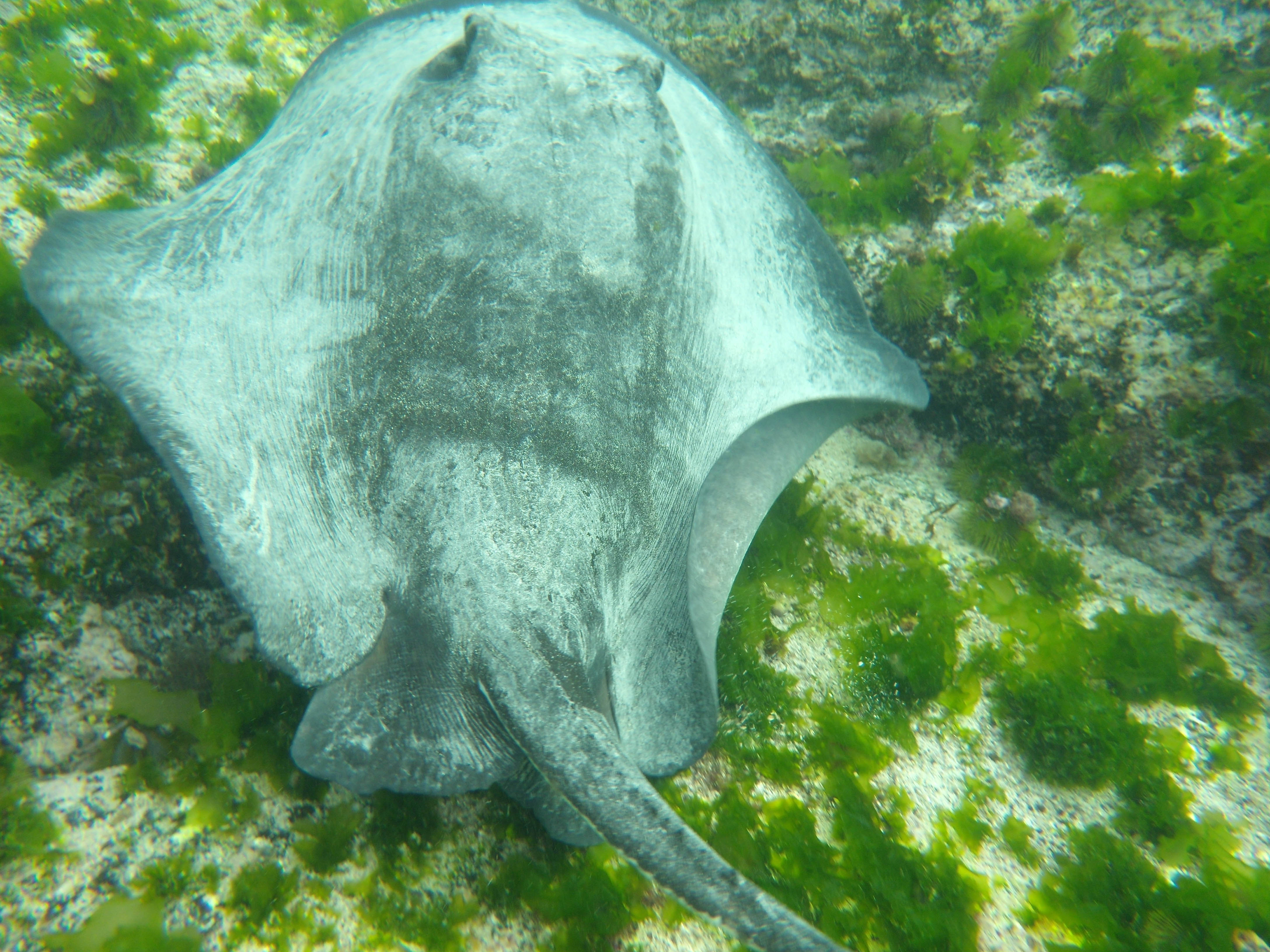
Влітку каліфорнійських скатів можна зустріти на мілководді

Ці донні риби населяють прибережні води, вони віддають перевагу піщаному або мулистому дні поруч зі скелястими рифами і заростями водоростей. Біля південного узбережжя Каліфорнії влітку вони зустрічаються у зоні прибою на глибині до 7 м, а восени і взимку опускаються до 13-18 м. З невідомих причин каліфорнійські хвостоколи воліють проводити зиму в заростях водоростей, а не на піщаному дні. У водах Чилі вони тримаються на глибині 3-30 м. З іншого боку, біля Гавайських островів скатів цього виду спостерігали на глибині до 355 м. Якщо ці дані вірні, можна припустити, що у каліфорнійських хвостоколів діапазон глибин середовища проживання набагато ширше, ніж вважалося раніше.

## Опис
Грудні плавці цих скатів зростаються з головою, утворюючи ромбоподібний плоский диск, ширина якого трохи перевищує довжину, краї плавців («крил») формують майже прямий кут. Рило притуплене і не виступає за межі диска. Позаду досить великих очей розташовані бризкальця. На вентральній поверхні диска розташовані 5 зябрових щілин, рот і ніздрі. Між ніздрями пролягає клапоть шкіри з торочкуватим нижнім краєм. Рот злегка зігнутий. Дно ротової порожнини покривають 3-5 виростів. Дрібні притуплені зуби вибудувані в шаховому порядку і утворюють плоску поверхню. На верхній щелепі є по 21-37, а на нижній 23-44 зубних рядів Батогоподібний хвіст у 1,5 раза довше диска. Як і в інших хвостоколів на дорсальній поверхні у центральній частині хвостового стебла розташований зубчастий шип, що з'єднаний протоками з отруйною залозою. Періодично шип обламується і на його місці виростає новий. Іноді у скатів буває 2 шипи через те, що попередній ще не обламався, а новий вже виріс. Позаду шипа на хвостовому стеблі розташовані верхня та нижня шкірні складки. Наявність дорсальної складки відрізняє каліфорнійських скатів від схожих на них зовні Dasyatis longa, які розділяють з ними переважну частину ареалу. У скатів хвіст часто буває пошкоджений, що ускладнює видову ідентифікацію. У молодих каліфорнійських хвостоколів шкіра абсолютно гладка, тоді як у дорослих уздовж хребта на диску з'являється ряд кістяних бляшок, крім того, область у підстави «крил» покривають два коротких ряди бляшок. Позаду отруйного шипа хвіст до кінчика усіяний дрібними шипиками. Забарвлення дорсальної поверхні диска сірого або оливкового кольору, хвіст темніший за основний фон. Вентральна поверхня диска білувата.

## Біологія
Каліфорнійські хвостоколи ведуть нічний спосіб життя. Вдень вони, як правило, лежать на дні під шаром осідань так, щоб зовні виступали тільки очі. Іноді вони полюють поодинці, однак частіше утворюють зграї чисельністю до 100 особин. У таких скупченнях спостерігається чітка сегрегація за статтю та віком. Раціон каліфорнійських хвостоколів складається з ракоподібних, молюсків та інших безхребетних, а також дрібних кісткових риб. Потужні щелепи і притуплені зуби цих скатів здатні дробити міцні раковини. Вони полюють в основному на тварин, що зариваються у ґрунт. Самка з диском 69 см завширшки за один раз проковтнула 30 дрібних крабів. У Байя Магдалена, Південна Нижня Каліфорнія, головним джерелом їжі каліфорнійським хвостоколам служать краби Pinnotheres pisum, за ними за ступенем важливості йдуть молюски Solyema valvulus і багатощетинкові черви.

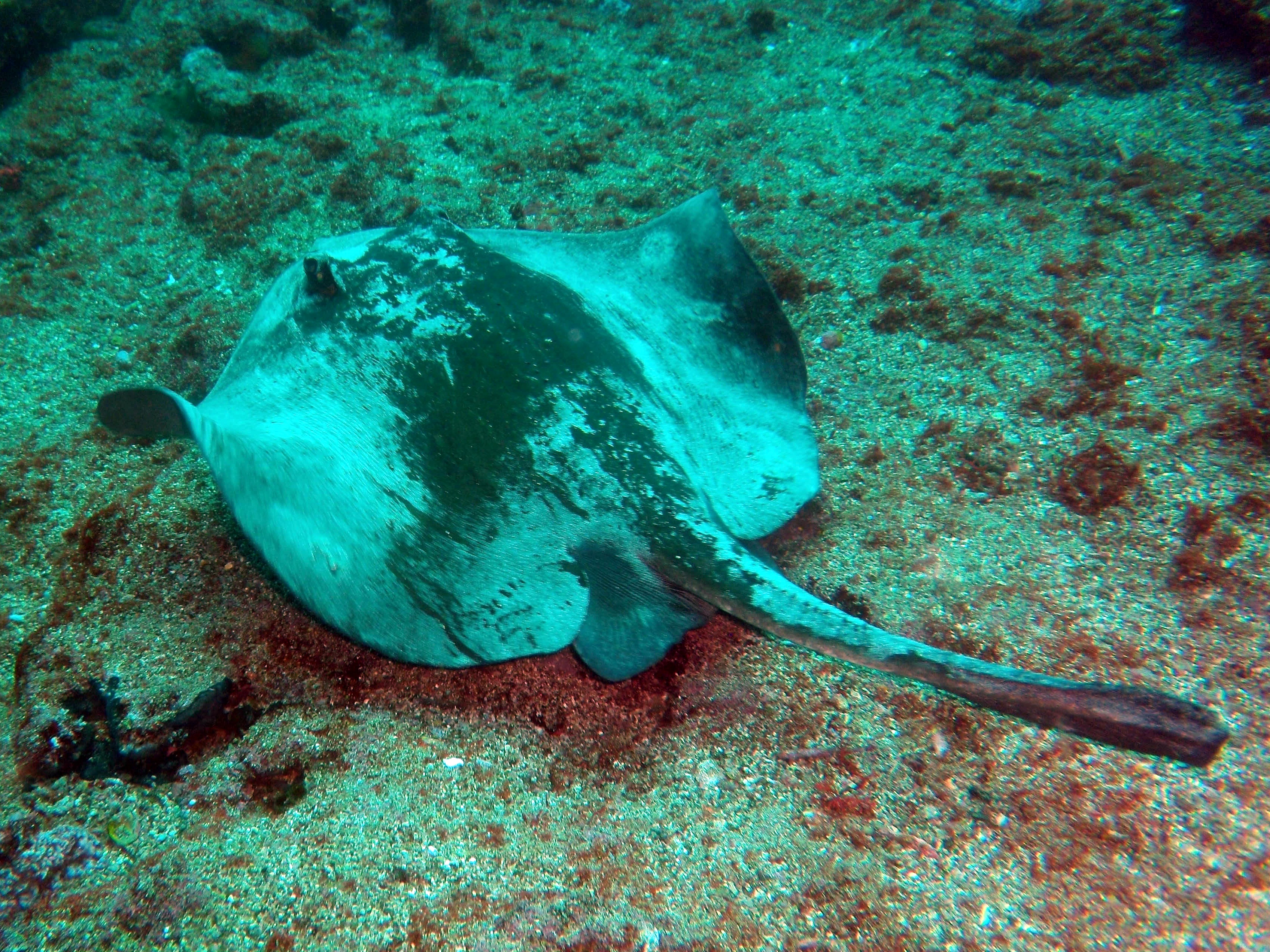
Каліфорнійський хвостокол у водах Галапагоських островів

Під час полювання каліфорнійські хвостоколи ковзають біля дна і, виявив жертву, застигають над нею. Потім вони починають піднімати і опускати диск, створюючи негативний тиск, щоб витягти здобич з укриття. Відомо, що в пошуках їжі ці скати хвилеподібними рухами диска викопують великі ями. За каліфорнійськими хвостоколами часто йдуть дрібні риби, як-от бодіани Bodianus diplotaenia, морські окуні Calamus taurinus, помадазієві Haemulon sexfasciatum, губани Halichoeres nichols і риби-їжаки. На каліфорнійських хвостоколах паразитують стьожкові черв'яки Acanthobothrium bullardi, A. dasi, A. rajivi і A. soberoni, Anthocephalum currani, Parachristianella tiygonis і Pseudochristianello elegantissima, п'явки Anaporrhutum euzeti і Probolitrema mexicana і моногенеї Listrocephalos kearni.

### Розмноження

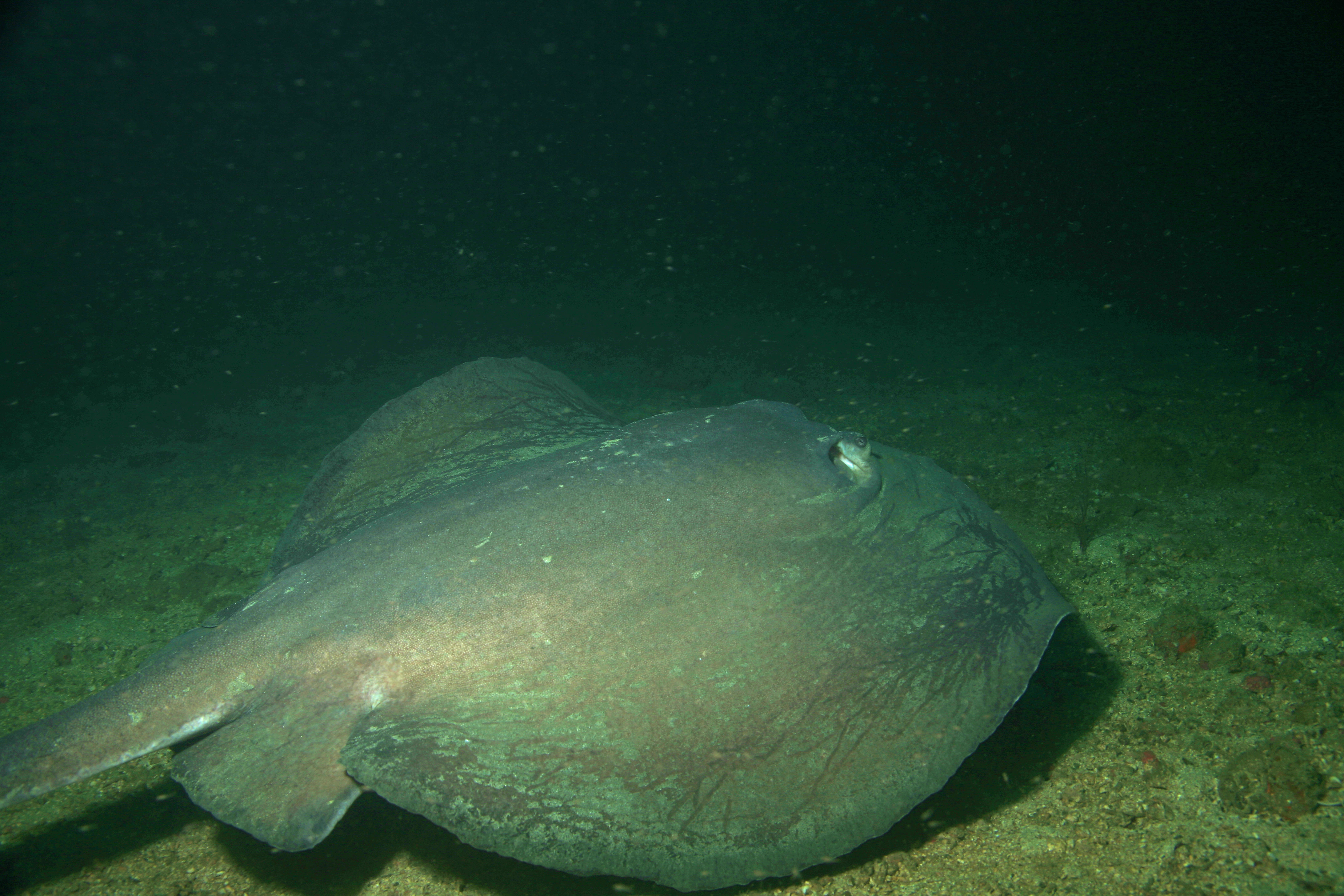
Каліфорнійські скати зустрічаються як поодинці, так і групами

Подібно іншим орлякоподібним каліфорнійські хвостоколи належать до яйцеживородним рибам. Ембріони розвиваються в утробі матері, харчуючись жовтком і гістотрофом. У дорослих самок функціонують тільки лівий яєчник і ліва матка. Відомі кілька природних розплідників, розташованих на тихоокеанському узбережжі Нижньої Каліфорнії. Самки приносять потомство щорічно. У виводку 1-4 новонароджених довжиною 18-23 см. Шлюбний сезон настає наприкінці літа, однак через діапаузи розвиток ембріона починається тільки на наступний рік і триває всього 2-3 місяці. Пологи відбуваються влітку з липня по вересень. Природні розплідники розташовані у дрібних естуаріях. Під час приходу Ель-Ніньйо через підвищення температури води скорочується тривалість вагітності. У каліфорнійських хвостоколів найповільніший темп зростання серед усіх вивчених на цей час хвостоколів. Статева зрілість у самців настає при досягненні ширини диска 43-47 см, що відповідає віку 7 років, а у самок при ширині диска 57-66 см у віці 10 років. Максимальна тривалість життя оцінюється в 19 років у самців і 28 років у самиць.

## Взаємодія з людиною
Каліфорнійські хвостоколи в цілому не проявляють агресії і при можливості пливуть геть, щоб уникнути зіткнення з людиною. Однак біля узбережжя південної Каліфорнії зафіксовано як мінімум один летальний випадок, пов'язаний з цими скатами. У водах США через малу чисельність вони не представляють інтересу для комерційного промислу. В інших місцях їх ловлять в достатній кількості, крім того, вони потрапляють як прилов у донні трали, яруси і пастки. М'ясо вживають в їжу, крила скатів надходять на ринок у свіжими, як філе або солоними. У Мексиці каліфорнійські хвостоколи є важливим компонентом промислу пластинозябрових і складають до 10 % щорічного вилову. Ймовірно, їх значення перебільшено через помилки видової ідентифікації. Цих скатів ловлять переважно влітку і восени. У 1998—2000 роках це був найбільш здобуваємий у Байя Маґдалена і другий за чисельністю у водах Сонори вид хвостоколів. У цих місцях промисел вівся в основному з допомогою зябрових мереж, в які потрапляють як дорослі скати, так і памолодь. Повільний цикл відтворення робить каліфорнійських хвостоколів чутливими до надмірного виловлювання. Вид страждає від погіршення умов середовища існування, пов'язаного зокрема з розвитком креветкової аквакультури. Даних для оцінки Міжнародним союзом охорони природи статусу збереження виду недостатньо, проте в мексиканських водах йому присвоєно статус «Близький до загрозливого стану».